# S:t Ibbs Golfklubb
S:t Ibbs Golfklubb är den enda svenska golfbana som ligger på ön Ven, mitt i Öresund.
Varje år står golfklubben som värd för turneringen S:t Ibb Open, unik i Sverige genom sin användning av poängbogey. 

## Historik
Banan började planeras redan 1969 av grundaren Gösta Carlsson samt banarkitekten Ture Bruce, och stod klar för en officiell invigning år 1974.  Golfklubben startades år 1972. 